# Akżarskoje
Akżarskoje (ros. Акжарское) – wieś (sieło) w Rosji, w obwodzie orenburskim, w rejonie jasnieńskim. W 2010 liczyła 542 mieszkańców.